# Grandpa Elliott
Pour les articles homonymes, voir Elliott.
Grandpa Elliott, alias Uncle Remus, noms de scène d'Elliot Small, né le 10 juillet 1944 à La Nouvelle-Orléans et mort le 8 mars 2022 à Jefferson (Louisiane), est un chanteur de blues et joueur d'harmonica américain.
En 2005 il participe au clip vidéo Stand By Me de Playing for Change. Il intègre le Playing for Change Band puis enregistre un album solo (Sugar Sweet), paru en novembre 2009.